# 도마코마이시
도마코마이시(일본어: 苫小牧市)는 일본 홋카이도 남서부에 있는 시이다. 삿포로시에서 남쪽으로 차로 1시간 반 정도의 거리에 위치하고, 무로란시와 함께 홋카이도를 대표하는 공업도시이자 항만도시이다. 또 주변부는 자연 경관도 풍부하여 우토나이호를 시작으로 하는 습지대가 동쪽에 있다.
메이지 시대부터 제지업이 발전했고 전후에는 일본 최초의 내륙 항인 도마코마이항(니시코)이 만들어졌다. 고도 경제성장기에 들어서면서 동부에 대규모 공업 단지가 건설되어 1984년에는 자동차 부품 제조 공장이 조업을 개시했다. 신치토세 공항이나 고속도로 인터체인지와도 가깝다.

## 이름의 유래
도마코나이라는 이름의 유래는 아이누어의 토마크오마나이(to mak oma nay), '늪 안쪽에 있는 강'이다.

## 인접한 자치체
- 이시카리 진흥국
  - 지토세시
- 이부리 종합진흥국
  - 시라오이정, 아비라정, 아쓰마정

## 기후
태평양과 접하기 때문에 태평양측 기후, 해양성 기후를 띄며 홋카이도 안에서는 온화한 기후이다. 겨울 적설량은 홋카이도에서 가장 적은 부류에 들어간다. 여름은 시원하고 25도를 넘기는 날은 보기 드물다. 겨울은 아침과 저녁에는 삿포로보다 추워져 -10℃ 이하가 되는 날도 많다. 여름에는 최고 기온이 35.5도에 달한 기록이 있다. 그러나 겨울에는 홋카이도 남부에 있음에도 불구하고 최저 영하 21.3도에 달했다.
| 도마코마이시의 기후                                          | 도마코마이시의 기후 | 도마코마이시의 기후 | 도마코마이시의 기후 | 도마코마이시의 기후 | 도마코마이시의 기후 | 도마코마이시의 기후 | 도마코마이시의 기후 | 도마코마이시의 기후 | 도마코마이시의 기후 | 도마코마이시의 기후 | 도마코마이시의 기후 | 도마코마이시의 기후 | 도마코마이시의 기후 |
| 월                                                           | 1월                 | 2월                 | 3월                 | 4월                 | 5월                 | 6월                 | 7월                 | 8월                 | 9월                 | 10월                | 11월                | 12월                | 연간                |
| ------------------------------------------------------------ | ------------------- | ------------------- | ------------------- | ------------------- | ------------------- | ------------------- | ------------------- | ------------------- | ------------------- | ------------------- | ------------------- | ------------------- | ------------------- |
| 역대 최고 기온 °C (°F)                                       | 10.0 (50.0)         | 9.3 (48.7)          | 15.5 (59.9)         | 21.8 (71.2)         | 27.3 (81.1)         | 30.6 (87.1)         | 33.3 (91.9)         | 35.5 (95.9)         | 29.5 (85.1)         | 24.4 (75.9)         | 19.1 (66.4)         | 14.8 (58.6)         | 35.5 (95.9)         |
| 일평균 최고 기온 °C (°F)                                     | 0.5 (32.9)          | 0.9 (33.6)          | 4.4 (39.9)          | 9.6 (49.3)          | 14.1 (57.4)         | 17.3 (63.1)         | 21.0 (69.8)         | 23.4 (74.1)         | 21.7 (71.1)         | 16.2 (61.2)         | 9.2 (48.6)          | 2.8 (37.0)          | 11.8 (53.2)         |
| 일일 평균 기온 °C (°F)                                       | −3.6 (25.5)         | −3.2 (26.2)         | 0.5 (32.9)          | 5.3 (41.5)          | 10.0 (50.0)         | 14.0 (57.2)         | 18.2 (64.8)         | 20.4 (68.7)         | 17.8 (64.0)         | 11.5 (52.7)         | 4.9 (40.8)          | −1.2 (29.8)         | 7.9 (46.2)          |
| 일평균 최저 기온 °C (°F)                                     | −8.1 (17.4)         | −7.9 (17.8)         | −3.7 (25.3)         | 1.3 (34.3)          | 6.6 (43.9)          | 11.5 (52.7)         | 16.1 (61.0)         | 18.0 (64.4)         | 13.8 (56.8)         | 6.4 (43.5)          | 0.2 (32.4)          | −5.4 (22.3)         | 4.1 (39.3)          |
| 역대 최저 기온 °C (°F)                                       | −21.3 (−6.3)        | −20.9 (−5.6)        | −19.8 (−3.6)        | −9.8 (14.4)         | −4.2 (24.4)         | 1.8 (35.2)          | 6.5 (43.7)          | 9.2 (48.6)          | 2.4 (36.3)          | −5.1 (22.8)         | −12.6 (9.3)         | −20.4 (−4.7)        | −21.3 (−6.3)        |
| 평균 강수량 mm (인치)                                        | 38.7 (1.52)         | 37.5 (1.48)         | 53.5 (2.11)         | 75.7 (2.98)         | 130.8 (5.15)        | 111.6 (4.39)        | 163.5 (6.44)        | 197.5 (7.78)        | 174.9 (6.89)        | 113.2 (4.46)        | 85.7 (3.37)         | 56.6 (2.23)         | 1,239.2 (48.79)     |
| 평균 강설량 cm (인치)                                        | 42 (17)             | 42 (17)             | 26 (10)             | 2 (0.8)             | 0 (0)               | 0 (0)               | 0 (0)               | 0 (0)               | 0 (0)               | 0 (0)               | 4 (1.6)             | 29 (11)             | 145 (57)            |
| 평균 강우일수                                                | 7.3                 | 7.6                 | 8.9                 | 8.9                 | 9.9                 | 8.7                 | 11.1                | 11.8                | 10.4                | 9.7                 | 9.3                 | 8.1                 | 111.7               |
| 평균 강설일수                                                | 10.6                | 10.9                | 7.4                 | 0.7                 | 0                   | 0                   | 0                   | 0                   | 0                   | 0                   | 0.9                 | 6.6                 | 37.1                |
| 평균 상대 습도 (%)                                           | 70                  | 70                  | 71                  | 74                  | 79                  | 86                  | 88                  | 86                  | 80                  | 74                  | 71                  | 70                  | 77                  |
| 평균 월간 일조시간                                           | 142.0               | 144.7               | 165.6               | 173.5               | 171.9               | 119.7               | 108.1               | 122.2               | 153.1               | 156.0               | 127.1               | 127.6               | 1,711.5             |
| 출처: 일본 기상청 (평년값: 1991년~2020년, 극값: 1942년~현재) |                     |                     |                     |                     |                     |                     |                     |                     |                     |                     |                     |                     |                     |

## 역사
도쿄 하치오지 출신 이주자가 개척한 지역이다.
- 1874년 8월 20일 - 도마코마이로 개칭하였다.
- 1902년 4월 1일 - 도마코마이촌이 성립하였다.
- 1918년 - 도마코마이정이 되었다.
- 1948년 4월 1일 - 시로 승격해 도마코마이시가 되었다.

## 교통

### 철도
- 홋카이도 여객철도
  - 무로란 본선
  - 지토세선
  - 히다카 본선

### 버스
- 도난버스

### 도로
- 홋카이도 자동차도
- 국도 36호선
- 국도 234호선
- 국도 235호선
- 국도 276호선
- 국도 453호선

## 자매 도시
- 일본 도쿄도 하치오지시(1973년 8월 10일)
- 일본 도치기현 닛코시(1982년 4월 16일)
- 뉴질랜드 네이피어(1980년 4월 22일)
- 중국 허베이성 친황다오시(1998년 9월 10일)